# Albertville (Minnesota)
Albertville és una població dels Estats Units a l'estat de Minnesota. Segons el cens del 2000 tenia 3.621 habitants.

## Demografia
Segons el cens del 2000, Albertville tenia 3.621 habitants, 1.287 habitatges, i 984 famílies. La densitat de població era de 319,2 habitants per km².
Dels 1.287 habitatges en un 49,1% hi vivien nens de menys de 18 anys, en un 61,4% hi vivien parelles casades, en un 10,7% dones solteres, i en un 23,5% no eren unitats familiars. En el 16,9% dels habitatges hi vivien persones soles el 2,8% de les quals corresponia a persones de 65 anys o més que vivien soles. El nombre mitjà de persones vivint en cada habitatge era de 2,81 i el nombre mitjà de persones que vivien en cada família era de 3,21.
Per edats la població es repartia de la següent manera: un 34,1% tenia menys de 18 anys, un 8,5% entre 18 i 24, un 41,5% entre 25 i 44, un 10,8% de 45 a 60 i un 5,1% 65 anys o més.
L'edat mediana era de 29 anys. Per cada 100 dones de 18 o més anys hi havia 102,1 homes.
La renda mediana per habitatge era de 58.260 $ i la renda mediana per família de 63.578 $. Els homes tenien una renda mediana de 41.783 $ mentre que les dones 30.244 $. La renda per capita de la població era de 21.424 $. Entorn del 6,7% de les famílies i el 6,9% de la població estaven per davall del llindar de pobresa.

## Poblacions més properes
El següent diagrama mostra les poblacions més properes.